# Osiedle Kruczkowskiego w Lublinie
Osiedle Kruczkowskiego – osiedle mieszkaniowe w Lublinie, administracyjnie należące do dzielnicy Dziesiąta. Leży w jej zachodniej części. Nazwa pochodzi od Leona Kruczkowskiego, pisarza i polityka, który do 2017 r. był patronem głównej ulicy osiedla (obecnie jest nim Zbigniew Herbert), a także Szkoły Podstawowej nr 40 znajdującej się na osiedlu (obecnie im. Lubelskiego Lipca 1980).

## Historia
Pierwsze przesłanki o budowie nowego osiedla spółdzielczego na Dziesiątej pojawiły się już w latach 60. XX wieku i miały związek z rozrastającą się w bezpośrednim sąsiedztwie dzielnicą przemysłową. Mniej więcej w tym samym czasie wykonano projekt osiedla. Został on opracowany przez biuro Inwestprojekt i zakładał: 17 bloków w technologii OW-T (6 wieżowców i 11 liniowców różnej długości), szkołę, przedszkole, 2 żłobki, pawilon handlowo-usługowy i dwupoziomowe garaże na 250 samochodów (niezrealizowane). Budowa rozpoczęła się na początku 1970 roku od robót ziemnych pod pierwsze budynki. Później rozpoczęto układanie fundamentów i montaż prefabrykatów. Były one produkowane najprawdopodobniej przez fabrykę na lubelskich Tatarach. W roku 1972 wytyczono i zbudowano główną arterię osiedla, ul. Leona Kruczkowskiego (obecnie Zbigniewa Herberta).
Na osiedlu przewidziano łącznie 1376 mieszkań dla 5300 mieszkańców. Miały być one rozplanowane bardziej ergonomicznie, niż w starszych tego typu osiedlach (zakładano chociażby odejście od tzw. ślepych kuchni) i zawierać od 2 do 4 pokoi. Na początkowym etapie budowy planowano, że pierwsi lokatorzy wprowadzą się do mieszkań w połowie 1971 roku, a całe osiedle miało być ukończone 3 lata później. Budynki oddano jednak do użytku najprawdopodobniej nieco później, w połowie lat 70. (w 1974 szkoła, w 1975 część bloków i przedszkole, a w 1976 prawdopodobnie trwały jeszcze ostatnie prace budowlane).
Poza główną ulicą Z. Herberta osiedle obejmuje ulice Młodzieżową, Błękitną, Róży Wiatrów i dwa bloki mieszkalne przy ul. Jacka Przybylskiego.

## Położenie
Osiedle położone jest na uboczu miasta, w cichej okolicy, bezpośrednio sąsiaduje z osiedlem domków jednorodzinnych. Stosunkowo blisko znajduje się Zalew Zemborzycki. Wśród ważniejszych obiektów w okolicy można wymienić: Samodzielny Publiczny Szpital Wojewódzki im. Jana Bożego przy ul. Herberta, VI Liceum Ogólnokształcące im. Hugona Kołłątaja, Stadion KS Sygnał. W okolicy działa również miejscowy zbór Świadków Jehowy, a także dwie parafie rzymskokatolickie: parafia Najświętszego Serca Pana Jezusa i parafia Matki Bożej Fatimskiej.